# I Don't Like You
«I Don't Like You» —en español: No me gustas— es una canción de la cantante holandesa Eva Simons que será incluida en su futuro álbum debut. Fue lanzado el 26 de marzo de 2012 y cuenta con la producción del DJ alemán Zedd, siendo también su debut en la discográfica Interscope Records.

## Video musical
El video fue dirigido por Justin Purser y fue estrenado el 27 de abril de 2012, a través de su canal en VEVO. Muestra a la supuesta pareja de Simons, engañándola con otra persona. Al ver esto, Simons junto a otras dos mujeres, se disponen a entrar al apartamento de su infiel pareja a destrozar su propiedad en un acto de venganza. Se deshacen de todo objeto que se les cruce, y los arrojan por el balcón. En una escena, le hacen a su perro el corte de pelo característico de Eva Simons.

## Lista de canciones
| CDr, sencillo (Remixes) |                                         |          |  |
| N.º                     | Título                                  | Duración |  |
| 1.                      | «I Don't Like You» (Single Version)     | 4:14     |  |
| 2.                      | «I Don't Like You» (Nicky Romero Remix) | 5:43     |  |
| 3.                      | «I Don't Like You» (Fred Falke Remix)   | 7:16     |  |
| 4.                      | «I Don't Like You» (R3hab Remix)        | 5:24     |  |
| 5.                      | «I Don't Like You» (Nick Thayer Remix)  | 4:28     |  |
| 6.                      | «I Don't Like You» (Instrumental)       | 4:16     |  |
| 7.                      | «I Don't Like You» (A cappella)         | 4:18     |  |

## Listas semanales
| Lista (2012)                          | Mejor posición |
| ------------------------------------- | -------------- |
| Estados Unidos (Hot Dance Club Songs) | 1              |

### Sucesión en listas
| Predecesor: «The Night Out» de Martin Solveig | Dance/Club Play Songs — Sencillo N° 1 14 de julio de 2012 — 20 de julio de 2012 | Sucesor: «Chasing The Sun» de The Wanted |

## Historial de lanzamientos
| País           | Fecha               | Formato                    |
| -------------- | ------------------- | -------------------------- |
| Estados Unidos | 26 de marzo de 2012 | Descarga digital           |
| Estados Unidos | 22 de mayo de 2012  | Descarga digital - Remixes |
| Estados Unidos | 26 de junio de 2012 | Rhythmic radio             |